# Thomas Mangani
Thomas Mangani est un footballeur français né le 29 avril 1987 à Carpentras, évoluant au poste de milieu de terrain.

## Biographie

### Jeunesse et formation
Originaire d'Aubignan, près de Carpentras, Thomas Mangani a choisi, à 14 ans, le club de la principauté de Monaco, après un passage dans le club du Sporting Club d'Orange puis à Avignon, afin de suivre une formation de footballeur professionnel. Formé au poste d'arrière gauche, il est sacré champion d'Europe en 2004, avec l'équipe de France des moins de 17 ans. En 2006, il signe son premier contrat professionnel avec l'AS Monaco. 
En 2013, il est naturalisé italien en mémoire de son grand-père, originaire d'Arezzo. 

### Débuts professionnels (2006-2012)

#### Prêts en Ligue 2 à Brest et Ajaccio (2006-2008)
En janvier 2007, il est prêté à Brest (Ligue 2), afin de mieux préparer la saison suivante. De retour à Monaco à l'été, il est de nouveau prêté, cette fois ci à l'AC Ajaccio pour une saison. 

#### AS Monaco (2008-2012)
Auteur d'une bonne saison au poste de milieu défensif, il revient sur le Rocher et rejoint l'équipe professionnelle lors de la saison 2008-2009.
Durant cette saison, il joue régulièrement avec l'équipe de CFA de Monaco, tout comme Djamel Bakar et d'autres, pour tenter de sauver l'équipe de la relégation, en vain. Il dispute son premier match en Ligue 1 lors de Monaco - Valenciennes.
Arrivé à l'été 2009 au poste d'entraineur de l'AS Monaco, Guy Lacombe va faire de Thomas Mangani l'un des hommes incontournables de son« onze » titulaire. Il loue sa simplicité et son efficacité dans le jeu. À partir de ce moment, il devient un milieu récupérateur, ce qui contraste avec son poste de formation qui est arrière latéral gauche. Néanmoins, son faible taux de ballons récupérés par match et son côté joueur de l'ombre feront que le public monégasque ne l'appréciera pas beaucoup. Le 10 juin 2010, il prolonge son contrat de 3 ans au sein de son club formateur, prouvant son attachement au club. 
La saison suivante ressemble à la précédente : il enchaîne les matchs. Il est même le tireur de coups francs de son équipe du fait du départ de Nenê au Paris SG. Mais, il se blesse lors de la 6e journée contre le Toulouse FC, ce qui stoppe sa progression. C'est seulement à la 14e journée qu'il signe son retour au Stadium Nord. Le 12 février 2011, il inscrit du plat du pied son premier but en ligue 1 face au FC Lorient lors d'une victoire 3-1 de l'ASM. Du fait de ses performances de haut vol lors de ce mois, il est même élu joueur du mois de février par les internautes du site officiel de l'AS Monaco, ce qui contraste avec les avis sceptiques qui le concernaient. Néanmoins, malgré toute sa bonne volonté, il ne peut empêcher la relégation de son club en fin de saison.
À l'aube de la première saison en Ligue 2 de son équipe depuis 34 ans, il est l'un des premiers joueurs professionnels à s'entraîner avec le groupe emmené par Laurent Banide puisque Mathieu Coutadeur et Lukman Haruna quittent le Rocher et que Jean-Jacques Gosso ne souhaite pas prolonger son bail.

### AS Nancy-Lorraine (2011-2014)
Le 31 août 2011, Thomas Mangani est prêté à l'AS Nancy-Lorraine. Auteur d'une saison correcte en Lorraine, il ne revient pas à l'AS Monaco qui décide de le libérer et s'engage pour deux saisons avec l'ASNL. Il joue en Lorraine jusqu'à la fin de la saison 2013-2014. 

### Départ en Italie et retour en France à Angers (2014-2022)
Thomas Mangani rejoint ensuite le Chievo Vérone, club de Serie A, en juin 2014. Peu utilisé, il est prêté au Angers SCO, club de Ligue 2, en février 2015. Thomas Mangani devient alors l'un des acteurs de la montée en Ligue 1 du club angevin à l'issue de la saison 2014-2015. Au cours du mercato estival de 2015 et après des semaines de négociations, il rompt finalement son contrat avec le Chievo Vérone et rejoint officiellement Angers SCO pour trois ans le 3 juillet 2015. Durant ces sept saisons passées à Angers, Thomas Mangani était un titulaire indiscutable au milieu de terrain et était l'un des hommes de base de Stéphane Moulin, son entraîneur.

### Retour à Ajaccio (2022-2025)
À l'issue de son contrat avec Angers, il décide de revenir à l'AC Ajaccio qui vient de remonter en Ligue 1. Son retour est officialisé le 13 juin 2022. Il est notamment recruté pour son expérience et sa connaissance de la Ligue 1.
Il est titulaire lors du premier match de la saison face à l'Olympique lyonnais et marque son premier but avec le club corse sur un pénalty.
Après trois saisons au club, il annonce à l'été 2025 raccrocher les crampons.

## Statistiques détaillées
| Saison                | Club                     | Championnat           | Championnat | Championnat | Coupe nationale | Coupe nationale | Coupe de la Ligue | Coupe de la Ligue | Total | Total |
| Saison                | Club                     | Division              | M.          | B.          | M.              | B.              | M.                | B.                | M.    | B.    |
| 2006-2007             | Stade brestois (prêt)    | Ligue 2               | 13          | 0           | -               | -               | -                 | -                 | 13    | 0     |
| 2007-2008             | AC Ajaccio (prêt)        | Ligue 2               | 33          | 0           | 1               | 0               | 1                 | 0                 | 35    | 0     |
| 2008-2009             | AS Monaco                | Ligue 1               | 3           | 0           | -               | -               | -                 | -                 | 3     | 0     |
| 2009-2010             | AS Monaco                | Ligue 1               | 14          | 0           | 5               | 0               | -                 | -                 | 19    | 0     |
| 2010-2011             | AS Monaco                | Ligue 1               | 24          | 1           | 1               | 0               | -                 | -                 | 25    | 1     |
| 2011-2012             | AS Monaco                | Ligue 2               | 4           | 1           | -               | -               | 1                 | 0                 | 5     | 1     |
| Sous-total            | Sous-total               | Sous-total            | 45          | 2           | 6               | 0               | 1                 | 0                 | 52    | 2     |
| 2011-2012             | AS Nancy-Lorraine (prêt) | Ligue 1               | 24          | 0           | 0               | 0               | 0                 | 0                 | 24    | 0     |
| 2012-2013             | AS Nancy-Lorraine        | Ligue 1               | 34          | 0           | 2               | 0               | -                 | -                 | 36    | 0     |
| 2013-2014             | AS Nancy-Lorraine        | Ligue 2               | 36          | 1           | 1               | 0               | 1                 | 0                 | 38    | 1     |
| Sous-total            | Sous-total               | Sous-total            | 94          | 1           | 3               | 0               | 1                 | 0                 | 98    | 1     |
| 2014-2015             | Chievo Vérone            | Serie A               | 1           | 0           | 1               | 0               | -                 | -                 | 2     | 0     |
| 2014-2015             | Angers SCO (prêt)        | Ligue 2               | 15          | 2           | -               | -               | -                 | -                 | 15    | 2     |
| 2015-2016             | Angers SCO               | Ligue 1               | 33          | 5           | 0               | 0               | 0                 | 0                 | 33    | 5     |
| 2016-2017             | Angers SCO               | Ligue 1               | 34          | 3           | 6               | 3               | -                 | -                 | 40    | 6     |
| 2017-2018             | Angers SCO               | Ligue 1               | 35          | 2           | -               | -               | 3                 | 0                 | 38    | 2     |
| 2018-2019             | Angers SCO               | Ligue 1               | 29          | 3           | 1               | 0               | 1                 | 0                 | 31    | 3     |
| 2019-2020             | Angers SCO               | Ligue 1               | 24          | 2           | 3               | 0               | -                 | -                 | 27    | 2     |
| 2020-2021             | Angers SCO               | Ligue 1               | 35          | 3           | 4               | 0               | -                 | -                 | 39    | 3     |
| 2021-2022             | Angers SCO               | Ligue 1               | 33          | 7           | 1               | 0               | -                 | -                 | 34    | 7     |
| Sous-total            | Sous-total               | Sous-total            | 238         | 27          | 15              | 3               | 4                 | 0                 | 257   | 30    |
| 2022-2023             | AC Ajaccio               | Ligue 1               | 26          | 1           | 1               | 0               | -                 | -                 | 27    | 1     |
| 2023-2024             | AC Ajaccio               | Ligue 2               | 36          | 2           | 1               | 0               | -                 | -                 | 37    | 2     |
| 2024-2025             | AC Ajaccio               | Ligue 2               | 19          | 0           | 1               | 0               | -                 | -                 | 20    | 0     |
| Sous-total            | Sous-total               | Sous-total            | 81          | 3           | 3               | 0               | -                 | -                 | 84    | 3     |
| Total sur la carrière | Total sur la carrière    | Total sur la carrière | 505         | 33          | 29              | 3               | 7                 | 0                 | 541   | 36    |

## Palmarès

### En club
- Finaliste de la Coupe de France en 2010 avec l'AS Monaco.

- Finaliste de la Coupe de France en 2017 avec Angers SCO.

### En sélection
- Vainqueur du Championnat d'Europe avec l'équipe de France des moins de 17 ans en 2004.

- Vainqueur du Tournoi de Toulon avec l'équipe de France des moins de 20 ans en 2007.